# Чико Симонета
Франческо Симонета, познат като Чико Симонета (на италиански: Francesco Simonetta, meglio noto come Cicco Simonetta: * ок. 1410 в Какури, † 30 октомври 1480 в Павия, Миланско херцогство) е италиански политик, дипломат и криптограф.

## Произход
Франческо Симонета, наречен Чико, е роден в Какури, Калабрия като първо дете в семейството на Антонио де Куча (* 1390, † 1460) от Какури и Маргерита Симонета от Поликастро. Чичо му по бащина линия – Анджело Симонета (* ок. 1392, † 1472) е видна личност от Поликастро. Той е аминистратор от името на Франческо Сфорца – по това време все още свободен кондотиер на собствените си милиции, на множеството феоди, които съпругата му Полисена Руфо му донася. От 1420 г. чичо му е на постоянна служба при Франческо Сфорца като негов дипломатически посланик, главно във Венецианската република, с която се договаря за завладяването на Миланското херцогство.
Чико има няколко братя и сестри:
- Джовани Симонета (* 1414, † 1491), историограф, дипломат и херцогски секретар, получава щедра заплата в знак на признание за лоялността му като дворцов биограф; ∞ 1. 1457 за Катерина Меравили († 1459) – представителка на богат род на търговци и банкери, от която има един син (пфалцграф) и една дъщеря, овдовява 2. 1463 за Катерина Барбавара, дъщеря на Марколино – секретар на Висконти и граф на Гравелона през 1467 г. чрез застъпничеството на зет му, от която има осем сина (сред които един кардинал – Джакомо, а другите – църковни лица, военни, поети, юристи, бизнесмени) и две дъщери.[4][5]
- Андреа Симонета (* 1416, † 1464), получава от Франческо Сфорца кастеланството на Монца, ∞ за Катерина Казати
- Анджело Симонета, получава феодите на Кастеджо, Белджойозо и Лакиарела
- Касандра Симонета
- Матео Симонета

## Биография

### Ранни години
Чико Симонета получава отлично образование. Учи при отците василяни, където учи латински, старогръцки, иврит, френски, немски и испански. Завършва гражданско право и канонично право, вероятно в Неаполитанския университет.
През 1435 г., поради неговите умения и познания в административната област, е назначен за личен съветник на Рене Анжуйски в Неапол в контекста на спора между Арагонците и Анжуйците за неаполитанския престол. Впоследствие, по съвет на чичо си Анджело, от 1444 г. той се поставя в служба на Франческо Сфорца. Във всеки случай той продължава да поддържа връзки с Неапол, а през 1448 г. е назначен за почетен президент на Regia Camera della Sommaria – административен, съдебен и консултативен орган, действащ при анжуйския и арагонския режим в Кралство Неапол в периода ок. 1269 – 1806 г.

### Живот и кариера в Ломбардия
Още като млад се мести от Неапол в Милано, където междувременно става златен рицар и секретар на Франческо I Сфорца, завладял Миланското херцогство.
От 1449 г., заедно с Алесандро Сфорца – брат на Франческо, той е обвързан с Република Венеция. На Симонета е поверено и управлението на новата херцогска канцелария в продължение на 30 години.
След това той купува феода на Сартирана в Ломелина, който кара да укрепят благодарение на експертизата на Аристотел Фиораванти от Болоня.
През 1452 г. се жени за Елизабета, дъщеря на Гаспаре Висконти – личен секретар на херцога.
През 1456 г. получава почетното гражданство на Новара, последвано от тези на Лоди (на които той е бил и военен губернатор) и Парма. През 1465 г. написва Constitutiones et Ordines за по-добра организация на канцеларията.
По-късно става секретар и на Галеацо Мария Сфорца след смъртта на брат му Франческо Сфорца. По същото време Симонета започва изграждането на два параклиса в църквата на Кармел (Chiesa del Carmine) в Милано, единият от които е посветен на покровителя му Свети Франциск от Асизи.
В двора Симонета се грижи за много организационни аспекти: той реорганизира херцогския музикален параклис, където наема Жоскен де Пре, спонсорира и получава посвещението на първата книга, отпечатана на гръцки в Италия – Erotemata от Константин Ласкарис и довежда в Милано Антонело да Месина на служба на Сфорца.
През 1474 г. херцогът назначава Симонета за възпитател на децата му и назначава един от синовете на Чико, започнал църковна кариера, за каноник на Миланската катедрала. В същото време му дава и възможност да носи герб, съставен от син фон с златен лъв, изправен на задните си крака, държащ в ръцете си червен латински кръст. И тримата братя на Симонета – Анджело, Андреа и Джовани са назначени в миланския двор благодарение на влиянието на могъщия херцогски секретар и са им дадени земи. (вж. по-горе)
През 1476 г., след убийството на херцог Галеацо Мария Сфорца, херцогиня Бона Савойска назначава Чико Симонета за министър и сътрудник, за да защити властта на 8-годишния ѝ син Джан Галеацо Сфорца. Това позволява на Симонета да управлява напълно град Милано, оставяйки на херцогинята малко и вторични решения. Това крипто-правителство на Симонета е мразено от жителите на града, преди всичко защото смятат, че трябва да проявяват лоялност единствено към херцога, освен това заради голямото количество лично богатство, натрупано от Симонета благодарение на позиция му в херцогската канцелария, а и заради това, че не произхожда от Милано.

### Изпадане в немилост и трагичен край
Ситуацията на маргинализация на херцогинята и недоволството на народа довеждат Бона Савойска до прогресивно отчуждаване от Симонета в полза на нейния девер Лудовико ил Моро („Мавърът“). Решителността на Лудовико и готовността за отстъпки на херцогинята водят до краха на Симонета. Той, въпреки че се опитва да накара херцогинята и „Мавърът“ да се помирят, в крайна сметка ѝ казва:
| „ | На мен ще отрежат главата, а Вие ще загубите цялата държава. | “ |

Лудовико „Мавърът“ влиза в Милано с извинението, че иска да освободи херцогиня Бона Савойска от потисничеството на властта на Симонета и народа от тиранията, която тази власт поражда. Миланците го посрещат радостно и херцогинята спонсорира каузата на Лудовико, като го въвежда тайно в замъка.
Симонета е арестуван и малко след това съден. С помощта на Амброджо Опицони – професор по право в Павийския университет, той е обвинен по 22 точки. Многократно измъчван по време на процеса, старият секретар е принуден, като единствената алтернатива на обезглавяването, да плати сума от 500 000 флорина. Той отказва, затова е признат за виновен и е екзекутиран на 30 октомври 1480 г. в замъка в Павия. Екзекуцията е последвана от общото разпределение на всичките му владения, имения, замъци и земи. Тялото му е погребано в голямата градина на манастира на Св. Аполинар (Chiesa di Sant'Apollinare) извън градските стени на Милано, за да отбележи края на влиянието му в миланската политика. Монастирът е частично разрушен през 1782 г., а останалата обител на комплекса е използвана като склад за оръжия. През 19 век от църквата са останали само периметърните стени.
Лудовико „Мавърът“ поема регентството над своя племенник Джан Галеацо Мария, след което окончателно гони както него, така и майка му Бона Савойска от управлението на държавата.
В Какури, днешен регион Калабрия, Южна Италия, на ул. „Симонета“, върху стената на родната му къща е поставена мраморна плоча, за да се отбележи най-известният от неговите граждани. Фрагмент от надгробния му камък и името на тясна улица в Милано са единствените видими свидетелства за Симонета в града.

## Брак и потомство
1452 г. ∞ Елизабета Висконти ди Гаспаре, дъщеря на Джакомо Висконти – херцогски секретар, от която има четирима сина и три дъщери:
- Джовани Джакомо (Giovanni Giacomo Simonetta; * 29 септември 1452 в Кремона), хуманист и библиофил, част от херцогската канцелария
- Маргерита (Margherita Simonetta; 26 октомври 1456 в Милано), ∞ Гуидо Галеото Торели, сеньор на Гуастала
- Антонио (Antonio Simonetta; * 23 декември 1457 в Милано), работи в херцогската канцелария; ∞ за Беатриче Санвитале, от която има четирима сина: Франческо Мария († 1530), 1-ви граф на Торичела (подселище на дн. град Сиса Треказали), Анджело, Пиетро и Паоло. Феодът на Торичела е дарен на братята от крал Луи XII с акт от 11 ноември 1599 г.[4]
- Сигизмондо (Sigismondo Simonetta; * 27 май 1459 в Милано), тесен сътрудник на баща си
- Лудовико (Ludovico Simonetta; * 14 септември 1460 в Милано), с църковна кариера
- Иполита (Ippolita Simonetta; * 12 август 1461 в Милано), ∞ граф Гауденцио фон Мач, граф на Мач
- Чечилия (Cecilia Simonetta; * 12 януари 1464, † 8 април 1499 в Милано), ∞ ок. 1476 Гаспаре Амброджо Висконти (* юни/юли 1461 в Милано, † 8 април 1499, пак там), поет и интелектуалец, сеньор на Касано Маняго, от когото има седем сина и пет дъщери.[9]

От извънбрачната връзка с Джакомина от Лоди има двама сина:
- Джован Франческо Симонета (Giovan Francesco Simonetta; * 1451/1453), припознат, след арестуването на баща му бяга в Маркграфство Монферат, където все още има наследници[4]
- Гуидо Антонио Симонета (Guido Antonio Simonetta; * 1451/1453) – влиятелно църковно лице[10]

## „Правилата за дешифриране“
Симонета е описан в криптологичната литература като важен криптоаналитик с оглед на неговите правила. Работата му всъщност представлява набор от съвети за разшифроване, които са доста старомодни за времето си. Съвременните нему служители по (раз)шифроването са добре оборудвани, за да се справят с описаните от него номера. В обща употреба са номенклатурите (списъци с думи) в комбинация с малки кодиращи книги и големи таблици за заместване с хомофони и нули.
Неговите правила за нарушаване на шифрите са приложими за телеграми с разделения на думи, без хомофони, нули или кодови думи. Той не казва нищо за полиалфабетното заместване или за съществуване на номенклатури. Неговите бележки са изпреварени от Леон Батиста Алберти в неговия теоретичен, но по-изчерпателен трактат „De Cifris“, който му печели титлата на баща на западната криптология.
Едва век по-късно научният трактат, изцяло посветен на криптоанализа, е написан от френския математик Франсоа Виет. Симонета може да се е занимавал с (раз)шифрововане в ранната си кариера, но не са намерени доказателства за това.
1474 г. представлява кулминацията на славата и властта на Чико Симонета. Той написва своите „Правила за дешифриране на криптирани документи без притежание на ключ“ (Regule ad extrahendum litteras ziferatas sine exemplo).
Настоящият превод от латински на италиански се дължи на Луиджи Сако. Правени са незначителни правописни корекции. Разрезите в скоби (и номерирането на правилата) не са част от оригиналния текст на Чико и са добавени за по-голяма яснота:
„Павия, понеделник, 4 юли 1474 г.
1. На първо място трябва да установиш дали текстът е написан на латински или на простонароден език, което можеш да разбереш така: виж дали думите за дешифриране имат само пет различни окончания или по-малко или повече. Всъщност ако окончанията са само пет или по-малко, можеш да прецениш, че текстът е на народния език, докато ако са повече от пет, можеш да приемеш, че текстът е на латински. Това е така, защото всички народни думи на нашия език завършват с гласна и има пет гласни: A, E, I, O, U. Ако вместо това думите в текста имат повече от пет окончания, можеш да прецениш, че текстът е на латински и това е така, защото латинските или литературните думи могат да завършват с гласна или с полугласна: l, m, n, r, s, x или с няма като b, c, d, f, g, k, q, p, t.
2. Друго правило за откриване на това дали предложеният текст е на народен език или на латински, или на „littera“: Провери дали думите, представени само с един шифър, се умножават или се появяват често в текста, за да бъдат дешифрирани, защото ако това е така, е вероятно текстът да е на народен език, защото в народния език думите, представени от един шифър, са много чести, докато те са редки в латинския или в „littera“. На латински думите, представени с една буква или шифър, са само четири: предлогът e, a, вокативното наречие o и императивният глагол i, които монобукви рядко се срещат в текстовете с изключение на предлога а.
3. Също така провери дали думите от две или три букви или шифри се умножават и се срещат често в предложения текст, и след това си направи извода, че текстът е на народния език. Това е така, защото думите от този вид са по-чести в народния език, отколкото в латинския.
4. Следователно, когато с помощта на гореспоменатите правила ти се струва, че предложеният текст е на народен език, или е на латински или на „littera“, ако е на народния език, ще можеш веднага да установиш кои шифри представляват гласните като цяло, защото шифрите, които се намират в края на думите, винаги са гласни на езиците на цяла Италия. След като разпознаеш гласните с така споменатата система, помисли кой от шифрите в края на думите се повтаря най-често в едносрични и монобукви или едношифрени думи, защото е възможно и е много вероятно този шифър да представлява e. Това е така, защото е е много често срещан спомагателен глагол в думите на народния език и често се появява и като съюз.
5. Също така в простонародните текстове обърни голямо внимание само на двушифрените думи, защото много от тях започват с l, защото членовете пред съществително са lo и la в единствено число и li и le в множествено число.
6. По същия начин трябва да разгледаш само тришифрените думи и да видиш дали някоя от тях се повтаря често в предложения текст. Това е така, защото това е думата, която често се повтаря в народния език.
7. Ако от друга страна ти се струва, че текстът е на латински, а не на народен език, тогава вземи в предвид шифрите, които са в края на думите и сред тях наблюдавай онези, които най-често се повтарят, защото е вероятно те са: или гласни, или s, или m, или t. Tова е така, защото повечето от латинските думи завършват на гласна или на s, или на t, и малко от тях завършват на няма, различна от t, с изключение на: ab, ad, quod, които са доста чести в текстовете.
8. Друго правило (за латиница): Провери дали в текста има някаква дума, представена от един шифър, и заключи, че той представлява а, тъй като в латинските текстове рядко има думи от една буква, различни от предлога а, както беше споменато по-горе.
9. Друго правило (за латиница): Разгледай шифрите в края на думите и онези, които, както вече беше казано, често представляват някаква гласна, или s, или m, или t, и виж дали ще намериш някоя от тях в думите с един или два шифъра. Ако я намериш в едношифрена дума, тогава този шифър представлява гласна, защото никоя едносричка или сричка не може да устои без гласна и тази гласна може да бъде a и i или u, но е по-вероятно да е предлогът a, както бе казано по-горе. Ако, от друга страна, я намериш в двушифрова дума, тогава прегледай в ума си всички думи само от две букви и особено онези, които най-често се срещат в текстовете, като: et, ut, ad, si, аз, te, se. И за да не забравиш нито една от тях, ще напиша по-долу всички думи от само две букви, т.е. по-голямата част от тях: ab, ac, ad, an и at, da, de и do, ea, ei, eo, et, ex и es, he и hi, id, ii, in, ir, is и it, me и mi, na, ne и ni, ob и os, re, se, tu и te, ve и vi, ut.
10. Друго правило (за латински): Проучи дали в текста има думи само с три шифъра, от които първата е еднаква или подобна на последната, защото тази дума вероятно ще представлява не това, което често се среща в текстовете, или sis, или ibi. Също така изследвай и другите трибуквени думи, от които първата е еднаква с последната, като: ala, ama, ana, ara, ede, eme, ere, ehe, ixi, ivi.
11. Друго правило (за латински): Провери дали в текста има дума или думи, при които шифърът се появява утроен след интервал, защото този шифър ще представлява u, като например: „ut uvula“.
12. Друго правило (за латински): Помисли дали някои шифри в текста са двойни, особено в четиришифрените думи, защото този шифър вероятно ще представлява l или s, които често са двойни, като в esse и в ille.
13. Друго и последно правило, общо както за простонародни, така и за латински текстове. Провери дали има някакъв шифър в текста, която винаги или навсякъде е последван от един и същ шифър, защото първият шифър ще представлява q, а следващият ще представлява u, защото u винаги идва след q. Освен това шифърът, който следва шифъра представляващ u, е винаги гласна, защото след сричката qu винаги идва друга гласна.

Въпреки това гореспоменатите правила могат да бъдат направени неизползваеми по много начини: или чрез писане с шифри на една част от текста на простонароден език и друга част на латински; или чрез вмъкване и добавяне към текста на шифри, които не представляват някаква буква (нула), особено в думите от един, два или три шифъра или букви; или дори криптиране с две напълно различни азбуки; или накрая чрез криптиране на q и u с един и същ шифър."
| „                                                   | ...Месер Чико – най-отличният човек по благоразумие и дълга практика... | “ |
| Николо Макиавели, „Флорентински истории, гл. XVIII. |                                                                         |   |